# Octopoma
Octopoma (лат.) — род суккулентных растений семейства Аизовые (Aizoaceae), подсемейства Ruschioideae, произрастающий на территории Капской провинции Южно-Африканской Республики.

## Название
Родовое латинское (научное) название Octopoma образовано от греческих слов: okto — «восемь» и poma — «крышка», в связи с обычным числом восьми створок плодовых коробочек..
Из-за отсутствия официального русскоязычного названия рода в авторитетных источниках, вероятное произношение на русском языке может быть сформировано как «Октопома».

## Ботаническое описание
Представители рода — миниатюрные кустарники, которые со временем приобретают древесную структуру. Их высота составляет до 25 см, а диаметр — до 25 см. Ветви растения растут прямо вверх и раскидисто. Расстояния между узлами варьируют от оттенков охристого до более темных оттенков. Листья растут напротив друг друга. Они короткие, толстые и обычно имеют +/- трехгранный профиль, часто с вздутием. Края и киль листьев могут быть +/- пильчатыми или с мелкими зубцами. Поверхность листьев может быть как шероховатой, так и гладкой, окрашение — темно-зеленое. 
Цветки, как правило, находятся по одному (иногда до трех) в верхней части растения. Они либо на коротких цветоножках, либо практически сидячие и зачастую окружены прицветниками. Чашелистиков обычно 4 (в некоторых случаях 5), и они бывают неравной величины. Лепестки расположены в двух или трех рядах, окраска их может меняться от белого до пурпурного. Тычинки выстроены конусом, нити иногда имеют бородавки; также могут присутствовать стаминодии. Нектарник имеет зубчатую форму, окруженное темно-зеленым кольцом. Завязь растения выпуклая в верхней части, рылец насчитывает 6-8, они шиловидной формы. Плодом является 6-8-гнездная коробочка, внешне напоминающая плоды рода Leipoldtia. Окрас коробочки коричневый, и в большинстве случаев верхняя часть заметно выпуклая. Семена имеют шероховатую поверхность.

## Таксономия
Octopoma N.E.Br., первое упоминание в Gard. Chron., ser. 3, 87: 72. (1930).

### Виды
Согласно данным сайта WFO Plantlist на июнь 2023 года, род состоит из 4 видов:
- Octopoma nanum (L.Bolus) Klak
- Octopoma octojuge (L.Bolus) N.E.Br. typus
- Octopoma quadrisepalum (L.Bolus) H.E.K.Hartmann
- Octopoma tanquanum Klak